# Mandarín (personaje)
El Mandarín es un supervillano chino que aparece en los cómics estadounidenses publicados por Marvel Comics. Es el principal archienemigo del Hombre de Hierro. El personaje fue creado por Stan Lee y diseñado por Don Heck, apareciendo por primera vez en Tales of Suspense #50 (febrero de 1964). Se describe que el personaje nació en China antes de la revolución comunista de un padre chino rico y una madre aristocrática inglesa, quienes murieron cuando él era muy joven. Se caracteriza por ser un megalómano que intenta conquistar el mundo en varias ocasiones, pero que también posee un fuerte sentido del honor. El Mandarín es retratado como un genio científico y un hábil artista marcial. Sin embargo, sus principales fuentes de energía son 10 anillos que adaptó de la tecnología alienígena de una nave espacial estrellada. Cada anillo tiene un poder diferente y se usa en un dedo específico. Aunque su principal obsesión es Iron Man, dado su alto estatus como supervillano, también ha entrado en conflicto con Thor, Hulk, Shang-Chi y otros superhéroes del Universo Marvel.
El Mandarín ha aparecido en varias formas de medios, como animación y juegos de computadora. Un actor del personaje, Trevor Slattery (interpretado por Ben Kingsley, fue presentado en la película de Universo Cinematográfico de Marvel, Iron Man 3 (2013) y con un "verdadero Mandarín" reveló que existen en el cortometraje All Hail the King (2014). Su presencia fue implicada en la película Iron Man (2008), por el nombre del grupo terrorista conocido como Los Diez Anillos. El personaje "real" antes mencionado, su verdadero nombre es Wenwu y apareció haciendo su debut en la película Shang-Chi y la leyenda de los Diez Anillos (2021), en la que fue interpretado por Tony Leung y como el villano de su hijo.En 2009, el Mandarín fue clasificado como el 81.° villano más grande de los cómics, por IGN.

## Historial de publicaciones
El Mandarín apareció por primera vez en Tales of Suspense # 50 (febrero de 1964), escrito por Stan Lee e ilustrado por Don Heck.
El Mandarín apareció en Invincible Iron Man, en el arco argumental titulado "El futuro" en 2012, escrito por Matt Fraction e ilustrado por Salvador Larroca. En una entrevista, mientras se le preguntaba sobre la posible aparición del Mandarín en el futuro, el actual escritor de los cómics de Iron Man, Brian Michael Bendis, dijo que no tiene planes en este momento para traer el Mandarín de vuelta a los cómics de Iron Man. diciendo, "nada con el Mandarín en este momento, solo porque estoy más concentrado en las cosas nuevas".

## Biografía

### Orígenes
El difunto padre del Mandarín fue uno de los hombres más ricos en la China continental prerrevolucionaria (y un descendiente de Genghis Khan), mientras que su difunta madre fue una mujer inglesa de la nobleza. Su hijo nació en un pueblo sin nombre en China antes de la Revolución Comunista. Los padres del niño murieron poco después de su nacimiento, y fue criado por su tía (paterna), quien estaba resentida contra el mundo y lo crio con la misma actitud. Hasta la más pequeña porción de la fortuna de la familia fue gastada en el entrenamiento obsesivo del Mandarín en la ciencia y el combate, dejándolo en la bancarrota cuando ya era un adulto. Incapaz de pagar los impuestos de su hogar ancestral, el Mandarín fue desalojado por el gobierno.
Con la esperanza de encontrar una manera de vengarse de la civilización que le había gravado y dejado sin hogar, el Mandarín exploró el Valle de los Espíritus, en el que nadie se había atrevido a poner un pie durante siglos.Allí encontró el esqueleto y la nave de Axonn-Karr, un alienígena con aspecto de dragón, proveniente del planeta Maklu IV, que había venido a la Tierra hace siglos. Durante los años siguientes, el Mandarín estudió las ciencias de los Makluan hasta dominarla. También aprendió a utilizar los diez anillos que encontró en la nave, los cuales aparentemente eran la fuente de propulsión, entre otras cosas.El Mandarín entonces se convirtió en conquistador y subyugó a los pueblos de todo el Valle, y, a través de su ciencia avanzada, se convirtió rápidamente en un poder que ni siquiera el ejército chino podría desafiar con éxito. Más tarde se embarcó en una serie de intentos por lograr el dominio del mundo. Los chinos, a pesar de que le temían, le pidieron su ayuda, pero él no se convertiría en su subordinado.
El Mandarín vio a la tecnología como el medio más seguro para lograr sus objetivos. A través de los años, él intentó convertir frecuentemente las armas de varias naciones en su contra. Entre los primeros planes del Mandarín se encontraban el sabotaje y el robo de misiles estadounidenses y aviones espía construidos por Tony Stark. Para restaurar la confianza del público en su mano de obra, Stark se puso su armadura de Iron Man y voló a China para investigar.Iron Man pronto se convirtió en el principal obstáculo del Mandarín en contra de sus planes para dominar al mundo.
En tres ocasiones durante sus primeros enfrentamientos, el Mandarín logró capturar a Iron Man (o su alter ego, Tony Stark), pero siempre fallaba en matarlo. Del mismo modo, Iron Man frustró varios planes del Mandarín, pero fue incapaz de llevarlo ante la justicia. Algunos de los primeros logros tecnológicos del Mandarín fue el lanzamiento de un pequeño satélite en órbita que disparó hacia Industrias Stark, y la construcción (más tarde "reprogramación, reposición, y recarga") de Ultimo, un androide de 9 metros con poderes destructivos.El Mandarín emplearía a Último cuatro veces a lo largo de los años,pero siempre sería derrotado por Iron Man.
La tecnología de teletransportación del Mandarín, derivada de la ciencia Makluan, le permitiría secuestrar personas a voluntad o teletransportarse a sí mismo durante situaciones amenazantes. Teletransportó al Espadachín a su castillo justo antes de que Los Vengadores lo capturaran, con el plan de utilizarlo para destruir a Los Vengadores y añadiendo tecnología a su espada para ayudarlo, a pesar de que el Espadachín lo traicionó y lanzó su bomba lejos. Durante su quinto encuentro con Iron Man, el Mandarín teletransportó a Harold "Happy" Hogan, amigo y confidente de Iron Man, a su castillo en China a medio mundo de distancia. Hogan llevaba la armadura de Iron Man en ese entonces para ayudar a proteger la identidad secreta de su amigo, y el Mandarín lo confundió con su verdadero enemigo. En el rescate de Hogan, Iron Man superó físicamente al Mandarín en combate personal con primera vez. Iron Man redirigió los misiles que el Mandarín había lanzado, destruyendo su castillo.El Mandarín escapó a través de su maquinaria de teletransporte, y se materializó a bordo de su satélite en órbita. Allí construyó un dispositivo con rayos de odio que podría disparar hacia la Tierra. El Mandarín, con el uso de su tecnología de teletransportación, reunió a varios de los antiguos Amos del Mal con el fin de realizar misiones para él: el Láser Viviente, quien ataca Asia con Último, pero es derrotado por Thor y Ojo de Halcón; el Espadachín y el original Power Man, quienes junto a un ejército de mercenarios atacan América del Sur, pero son derrotados por Goliath, Wasp y Iron Man; la Encantadora y su Ejecutor, quienes lideran un ejército de troles en África, pero son derrotados por Hércules y la Bruja Escarlata. Los Vengadores logran frustrar el plan del Mandarín después de llegar al satélite, a pesar de que son víctimas de los rayos-de-odio que hacen que cada uno de ellos ataquen a la persona más cercana a ellos mismos. Sin embargo, la Avispa se encontraba más cerca del Mandarín, y su ataque contra él cierra los rayos. El Mandarín es succionado hacia el espacio y Los Vengadores son capaces de destruir el satélite.
Luego, el Mandarín establece una base en el desierto de Gobi en China y dirige su atención a Hulk por un tiempo, con la esperanza de convertir al bruto tonto en cómplice. Dos intentos de controlar a Hulk resultaron inútiles. Primero coloca un dispositivo en el cuello de Hulk, con la esperanza de usarlo para iniciar una guerra que permitirá al Mandarín apoderarse del mundo. Sin embargo, Nick Fury frustra este plan.A continuación, el Mandarín se alía con el criminal estadounidense Hombre de Arena, que acababa de ser golpeado por Hulk antes.Hulk destruye la base en el desierto del Mandarín y el Mandarín envía al Hombre de Arena a una tina caliente, convirtiéndolo en vidrio.Más tarde, el cristal se rompe y el Hombre de Arena tiene que recuperarse lentamente en la guarida satélite del Mandarín.Cuando el Mandarín ataca a Iron Man, emplea un androide a semejanza de Hulk en lugar del Hulk real. El Mandarín establece una base de operaciones improvisada en los Estados Unidos e intenta desacreditar públicamente a Tony Stark. Manteniendo cautivo a Iron Man por cuarta vez, el Mandarín intenta saber si Iron Man es en realidad Stark, pero Stark lo engaña con una máscara de goma sobre sus propios rasgos. Frustrados sus planes, el Mandarín intenta matar a la entonces novia de Stark, Janice Cord, pero la prometida del Mandarín, Mei Ling, la salva a costa de su propia vida.

### Los Vengadores del Mandarín
Los Vengadores del Mandarín (o los Avatares del Mandarín) es un grupo ficticio de villanos que aparecen en Marvel Comics. Los personajes trabajan para su líder, el Mandarín, y son más famosos por su papel en la serie de cómics Iron Man y War Machine. Este grupo fue visto por primera vez en Iron Man #309 (octubre de 1994) y fue visto en su totalidad en Force Works #6 (diciembre de 1994). Los personajes fueron creados por Len Kaminski (escritor), Tom Morgan (artista) y Nel Yomtov (editor).
Personajes y habilidades de avatar
- Ancestro – Recurre a la fuerza de su antepasado para aumentar su tamaño y poderes.[24]
- Diluvio – Tiene forma de cuerpo líquido y control sobre el agua.
- Fundición – El fuego sale disparado de sus ojos y puede transformar sus manos en armas.[25]
- Lich – Un monstruo esquelético que usa sus garras y su fuerza.
- Anciana – Controla los elementos a través de su bastón.
- Q'Wake – Fuerza sobrehumana y poder de choque.
- Sickle – Representación de China, posee fuerza y una guadaña.
- Turmoil – El sirviente del Mandarín que es una encarnación de la tormenta.
- Warfist – Fuerza sobrehumana y habilidad en artes marciales, junto con un garrote con púas como arma.[26]

### Nuevos cuerpos
Al regresar a China, el Mandarín busca un medio para aumentar el poder de sus anillos y descubre el legendario Ojo de Yin, un talismán de poder creado por un antiguo grupo de hechiceros chinos. El Mandarín manipula a la Familia Real de los Inhumanos que, en ese momento, vive en las cercanas montañas del Himalaya del Tíbet, para que le localicen el ídolo. Sin embargo, antes de que pueda incorporar completamente el poder del Ojo en sus anillos, Black Bolt, el gobernante de los Inhumanos, lo domina, lo despoja de sus 10 anillos y los esconde. Incapaz de encontrar los anillos, el Mandarín viaja de regreso al Valle de los Espíritus y a las ruinas de la nave espacial Makluan, donde adquirió los anillos por primera vez. Allí encontró una diadema que contenía tecnología que le permitió recuperar los anillos. El Mandarín usa su nuevo poder para restaurar su castillo a su estado original. El Unicornio, otro oponente frecuente de Iron Man, busca la ayuda del Mandarín para curarlo de una enfermedad progresiva. El Mandarín y el Unicornio viajan a los Estados Unidos para atacar a su enemigo común, Iron Man, pero en el fragor de la batalla, el Mandarín descubre que la diadema de alguna manera ha intercambiado su conciencia con la del Unicornio. El Mandarín se ve obligado a huir, desesperado por separarse del cuerpo moribundo del Unicornio.
Cuando el Mandarín llega a su castillo en China, descubre que ha sido tomado por Garra Amarilla, otro maestro criminal y señor de la guerra de origen chino. El Mandarín se ve obligado a huir a otro laboratorio para intentar restaurar su mente al cuerpo que le corresponde, lo que logra con la ayuda involuntaria del mutante japonés Fuego Solar.En una batalla posterior con Iron Man, el cuartel general provisional del Mandarín es destruido.El Mandarín luego lanza un ataque contra Garra Amarilla en un intento de recuperar su propio castillo, pero resulta fatalmente herido cuando el robot Garra Amarilla con el que está luchando explota.En una batalla entre Iron Man y Garra Amarilla que sigue, el castillo del Mandarín también es destruido por segunda vez.Sin embargo, sin que Garra Amarilla lo sepa, mientras el Mandarín está muriendo, usa las capacidades de transferencia mental de la diadema para transferir su conciencia a sus 10 anillos. Cuando los anillos son confiscados por el sirviente hambriento de poder de Garra Amarilla, Loc Do, y activados por él, la conciencia del Mandarín entra en su cuerpo, expulsando permanentemente la conciencia de Loc Do. Usando su anillo reordenador de materia, el Mandarín transforma el cuerpo de Loc Do en un duplicado más joven del original.
El Mandarín regresa a su castillo y descubre que ha sido nuevamente destruido. Después de reconstruirlo, el Mandarín intenta capturar a Iron Man con sus dispositivos de teletransportación, pero una vez más atrapa a alguien más vestido con su armadura. Esta vez es Michael O'Brien, quien más tarde se convertiría en amigo de Stark y el segundo hombre en usar la armadura del Guardia. Iron Man vuela al rescate de O'Brien, vestido con una armadura más antigua, salva a O'Brien, frustra el intento del Mandarín de bombardear los Estados Unidos y, por segunda vez, lo supera en un combate personal y luego destruye su castillo nuevamente. Quizás debido al efecto del anillo de dominación mental del Mandarín sobre él, Iron Man no detiene al Mandarín, pero le permite permanecer libre.
Más tarde, el Mandarín planea convertir el Gran Montículo de Vibranium de Wakanda en Vibranio Tipo II, que destruye la cohesión molecular de los metales. También intenta destruir toda la cosecha de arroz de China con radiación en un intento de obligar a una nación hambrienta a la guerra. En la segunda de estas tramas, el Mandarín se encuentra con James Rhodes durante la custodia de la armadura de Iron Man por parte de Rhodes.

### El Corazón de las Tinieblas
Cuando Stark intenta establecer una sucursal de Stark Enterprises en Hong Kong, Iron Man y el Mandarín vuelven a entrar en conflicto. El Mandarín tomó el nombre de Zhang Tong y se convirtió en un líder financiero en Hong Kong. Como Tong, controla a varios funcionarios gubernamentales y líderes industriales de Hong Kong. El Mandarín frustra todos los intentos de Stark de establecer una rama comercial, recurriendo incluso al asesinato. El Mandarín ahora emplea a un grupo llamado la Mano para hacer el trabajo sucio. Cuando está en una misión, un miembro de la Mano puede tomar uno de los anillos del Mandarín y usar sus poderes. Como precaución, si el miembro de la Mano va a ser capturado, intentará suicidarse fanáticamente. Si el miembro de la Mano va a ser asesinado o noqueado, el anillo se teletransportará automáticamente de regreso al Mandarín. Los agentes del Mandarín secuestran a James Rhodes y a varios de los otros empleados de Stark, lo que obliga a Iron Man a participar en un combate singular a cambio de sus vidas. Iron Man derrota al Mandarín una vez más y ayuda a los empleados de Stark a escapar de la Mano. Los secuaces del Mandarín se quedan sin sus armas cuando su maestro queda inconsciente, lo que hace que sus anillos se teletransporten hacia él automáticamente y los deje desarmados e incapaces de detener la huida de los empleados de Stark.
En un momento, durante un período en el que los X-Men, entonces considerados muertos, se habían disuelto, la heroína mutante Psylocke atraviesa el portal místico conocido como Sitio Peligroso. El portal la traslada a una costa asiática, dejándola amnésica. El hombre conocido como Matsu'o Tsurayaba la encuentra y cree que podría salvar a su amante Kwannon, con muerte cerebral, cambiando su mente con Psylocke.Él hace un arreglo con el Mandarín para que le ayude con el cambio, ya que sus anillos podrán facilitarlo. Trabajando con la hechicera de otra dimensión conocida como Espiral, pueden hacerlo con éxito. El Mandarín condiciona a Psylocke (ahora en el cuerpo de Kwannon) para que crea que es Lady Mandarín, la asesina del Mandarín. Durante este tiempo, el Mandarín se une a varios otros villanos durante la historia de "Actos de venganza". El también se enfrentó a los Vengadores.Después de completar varias tareas para él, Psylocke finalmente es rescatada por sus compañeros de X-Men, Wolverine y Júbilo. Luego, los tres derrotan al Mandarín, provocando eventos que conducen a la ruptura de la relación del Mandarín con la Mano.
Algún tiempo después, el Mandarín descubrió que uno de sus anillos es una elaborada falsificación. Uno de sus subordinados lo había traicionado y le entregó el anillo a Chen Hsu, un antiguo mago que vivía en San Francisco. Hsu, de apariencia duende pero poderoso en poder, le entrega el anillo al mandarín, quien se desploma tan pronto como se lo pone. Chen Hsu lo atiende, quitando el velo de confusión de su mente; Pronto, el Mandarín se da cuenta de que sus recuerdos habían sido fragmentados debido al robo del anillo, ya que los anillos todavía estaban vinculados a su conciencia.
A continuación, Chen Hsu le hace al Mandarín una oferta que implica que viajen al Valle de los Dragones. Allí, Chen Hsu usa una hierba mágica para despertar a Fin Fang Foom, un dragón antiguo y poderoso. Bajo el control de Hsu, el dragón obedece al Mandarín y arrasa con un ejército enviado por el gobierno chino para detenerlo. Pronto, el Mandarín reclama un tercio del territorio de China y las autoridades enviaron una llamada de ayuda a Iron Man.
Cuando Iron Man se enfrenta al Mandarín y a Fin Fang Foom, aparecen otros ocho dragones. Se revela que hace muchos miles de años, varios extraterrestres del planeta Kakaranathara, el cuarto planeta de la estrella Maklu, viajaron a la Tierra en busca del conflicto desconocido en su cultura y que anhelaban. La nave se estrelló, dejándolos varados en la Tierra durante miles de años, después de lo cual el Mandarín encontró la nave y reclamó sus anillos. Ahora le exigen que se los devuelva, pero él los rechaza. Iron Man combina a la fuerza su poder con los anillos y logra destruir a los dragones Makluan. La explosión vaporiza las manos del Mandarín y lo deja en coma.
Durante meses, yace en un estado entre la vida y la muerte, al cuidado de una campesina que no sabe quién es. Con el tiempo, sus manos vuelven a crecer, aunque lo hacen como garras de reptil, y los anillos vuelven a llamarlo para que las recupere.
El Mandarín descubre el Corazón de las Tinieblas, un orbe de energía aparentemente mística; El extraterrestre Century cree que es un artefacto antiguo que actúa como una "lente" para atraer y enfocar todo tipo de poder oscuro.El Mandarín usa su poder para hacer retroceder el tiempo en China y literalmente la transforma nuevamente en una nación feudal, en la que los equipos electrónicos no pueden dejar de funcionar.Iron Man, con su equipo Force Works y su aliado Máquina de Guerra lo derrotan, pero no antes de que el Mandarín descubra que Tony Stark es el hombre dentro de la armadura de Iron Man.
Iron Man infecta al Mandarín con un virus tecno-orgánico, y el Corazón, al verlo infectado con tecnología, rechaza al Mandarín e implosiona. Iron Man lo cree muerto, aunque en realidad el Mandarín ha sido transportado y transformado por el último destello de la magia del orbe en un conserje en la sucursal de Stark Enterprises en Hong Kong.
Finalmente, los recuerdos del Mandarín regresan a él. El Mandarín cree que el feudalismo de ayer simplemente se ha transformado en el capitalismo de hoy, lo que lo llevó a poner en marcha planes para crear una fortaleza voladora gigante llamada el Dragón del Cielo, a través de la cual podrá conquistar Rusia y finalmente el mundo.Durante este tiempo, Iron Man reaparece después de ser creído muerto en una batalla contra la amenaza psíquica Onslaught. El Mandarín inicia una serie de ataques contra Iron Man,culminando en una batalla con el Dragón del Cielo.Finalmente, se revela que el propósito principal del Mandarín no es conquistar Rusia, sino poner a prueba al propio Iron Man, demostrar que es digno como enemigo y justificar los propios pensamientos del Mandarín sobre la naturaleza feudal del capitalismo. El Mandarín parece morir cuando el Dragón del Cielo explota, pero Iron Man no está convencido de que su enemigo realmente haya encontrado su fin.

### Temugin
A pesar de la incertidumbre sobre su destino, pasarían casi 10 años antes de que el Mandarín regresara a las páginas de Iron Man. Mientras tanto, Iron Man se enfrenta al hijo del Mandarín, Temugin. Temugin tiene muy pocos recuerdos de su padre, y la mayoría de ellos involucran a su padre llevándolo al monasterio donde fue criado y entrenado por monjes. Temugin es sensible, espiritual y extremadamente poderoso debido a su control del chi, la fuerza viva de todas las cosas.
Un día, Temugin recibe un paquete que contiene las manos cortadas del mandarín, con los 10 anillos de poder. Temugin sabe que tiene el honor de cumplir los deseos de su padre para él. El desafía a Iron Man a vengar la muerte de su padre y demuestra ser un adversario mortal incluso sin los anillos.
Después de que Tony Stark revela una conspiración para asesinar en masa en sus propias filas, Temugin parece haber perdonado a Iron Man por la muerte de su padre y haber recurrido a actividades más elevadas, pero los acontecimientos indican que el poder maligno de los anillos ha corrompido su alma. 
Temugin había sido nombrado en honor a su supuesto antepasado, y al del Mandarín, Genghis Khan, cuyo nombre de nacimiento era Temujin (también escrito Temuchin, Temudjin, u también varía como ü).
Más tarde, Temugin es contactado por el traicionero Mancha, quien le da una superarma que M.O.D.O.K. había estado planeando robar. En esta aparición, Temugin habla del Mandarín como "mi difunto padre" y lleva los anillos, uno de los cuales usa para encarcelar a Mancha en otra dimensión con nada más que dinero. En el siguiente número, el Puma le arranca al menos una de las manos a Temugin, pero a pesar de esto, conservó al menos la mitad de los anillos, y posiblemente todos, ya que Nightshade, que usó los anillos en su mano perdida, no se ve con ellos al final de la historia.
Sin embargo, más tarde reapareció sin los anillos y con un brazo cibernético, como miembro de la Fundación Atlas, habiendo sido seleccionado como candidato secundario para el puesto de gobernante por el antiguo dragón Sr. Lao. En esta capacidad, es un irritante constante para Jimmy Woo, el director de Atlas.

### Renacimiento
El Mandarín revive en un arco argumental posterior de Iron Man, en el que se revela que estuvo en una prisión en el centro de China durante algún tiempo. Se revela que ha perdido sus manos (lo más probable es que las manos que fueron enviadas a Temugin fueran, de hecho, las del Mandarín), y que ha estado viviendo sin comida ni agua durante años, una habilidad que probablemente se debe a su dominio del chi. A pesar de no tener manos y estar hambriento, es capaz de matar a varios hombres armados con pistolas gracias a su dominio de las artes marciales. Sus anillos le han sido devueltos y han sido reasimilados en su cuerpo calentándolos y quemándolos en su columna vertebral.
Después de atacar a Iron Man, a través de S.H.I.E.L.D., con docenas de representantes involuntarios en forma de grupos disidentes extremistas, equipados por él con armas biológicas hiperavanzadas, finalmente resurge como Tem Borjigin (otro nombre más de Genghis Khan), que ahora emplea manos artificiales.

### Infiltración gubernamental
El Mandarín se infiltra en el gobierno de Estados Unidos a través de su papel como director ejecutivo de Prometheus, una corporación especializada en armamento de bioingeniería. El parece estar utilizando al antiguo interés amoroso de Tony Stark, Maya Hansen, para producir un ejército de soldados mejorados con Extremis,un virus biotecnológico artificial creado por Hansen que, cuando se introduce en un sujeto con un gen específico receptivo (que sólo el 2,5% de la población posee), otorga a ese sujeto un sistema inmunológico súper potenciado y una capacidad de curación muy mejorada que puede generar espontáneamente órganos nuevos y mejorados, pero que aumenta la agresión y mata a cualquiera que sea inyectado y que carezca del gen correspondiente.El Mandarín también está financiando y armando a terroristas en todo el mundo, y planea desatar el virus Extremis en el público, esperando que la tasa de mortalidad del 97,5% cause una catástrofe masiva de muertes.El Mandarín le admite a Hansen que incluso él morirá en el brote, pero ella y aquellos con el gen para sobrevivir quedarán libres de enfermedades y efectivamente serán inmortales. Aunque tiene su virus Extremis desactivado, Iron Man derrota al Mandarín mientras usa la armadura Silver Centurion arrancando cinco de los anillos de la columna vertebral del Mandarín, disparándolo con esos anillos, su unibeam y sus rayos repulsores al mismo tiempo y luego congelándolo mientras está envuelto en un mortal virus Extremis concentrado. Iron Man luego previene el brote de Extremis.
Cuando se realiza la autopsia al cuerpo aparentemente congelado del Mandarín, todo lo que se encuentra es una cáscara ennegrecida, similar a una crisálida Extremis.

### Ingresa el Mandarin
En 2007, el Mandarín apareció en Iron Man: Enter the Mandarin, una versión ampliada y modificada de sus primeras apariciones en Tales of Suspense. La serie fue escrita por Joe Casey y dibujada por Eric Canete.

### "Mandarín: La Historia de Mi Vida"
En The Invincible Iron Man vol. 4 Anual #1 de Matt Fraction, se ofrece un nuevo origen actualizado del Mandarín. Aquí, el mandarín secuestra a un joven y prometedor productor de cine para contar la historia de su vida. Relata la misma historia que una vez le contó a Iron Man en Tales of Suspense sobre su madre, una noble inglesa, y su educación en los mejores internados del país. El director descubre que mucho de lo que dice el Mandarín es contradictorio y falso, y se insinúa que el Mandarín ha utilizado uno de sus propios anillos para hacerse creer en este tapiz de verdades a medias. El director descubre que el Mandarín era hijo de una prostituta fumadora de opio que se convirtió en una poderosa figura del inframundo antes de descubrir los Diez Anillos de Poder en una nave alienígena, cuyo piloto mató brutalmente para obtenerlos. El Mandarín masacró a los oficiales del ejército chino rojo por atreverse a contrariarlo, mientras financiaba sus operaciones con el contrabando de drogas y armas, ayudado por el mercenario Raza. En este recuento, también se dice que estuvo en el campamento en el que Tony Stark construyó su armadura de Iron Man, aunque Stark desconoce este hecho.
Enfadado porque el Mandarín tiene como rehén a su esposa, el director rueda la película como él desea, no como dicta el mandarín. El Mandarín denuncia que este relato de su pasado es una mentira y, enojado, destruye el teatro en el que se estaba representando antes de hacer matar al director. Más tarde, se arrepiente de haber asesinado al director y señala que realmente amaba sus películas.

### "Stark Resistente"
Al final de la historia de "Stark Resilient" de 2010-2011, se revela que el Mandarín es el padre de Sasha Hammer, mientras presenta a su novio Zeke Stane a sus padres.
Con la ayuda de Zeke Stane, el Mandarín recluta a Blizzard, Chemistro, Dínamo Carmesí, Firebrand, Firepower, el Láser Viviente, Melter, el Macero, Hombre de Titanio, Vibro y Torbellino, además de construir algunos nuevos robots Dreadnought en una trama para eliminar a Iron Man.

### "Largo Camino hacia Abajo", "El futuro" y la Muerte
En la historia de 2012 "The Long Way Down", se revela que el Mandarín ha ganado cierto control mental sobre Tony Stark, aparentemente establecido en la época de los arcos de la historia "Los más buscados del mundo" y "Stark desmontado", en los que Stark borró efectivamente su propia mente para salvaguardar los puntos críticos de datos de S.H.I.E.L.D. desde Norman Osborn y H.A.M.M.E.R. Aún no se ha revelado cómo el Mandarín obtuvo este control, pero se ha afirmado que está "en la cabeza [de Stark]" y ha estado observando e influyendo en sus acciones desde el regreso de Stark a la vida pública.Entre estas acciones se implantaron ideas de diseño para "Titanomechs", enormes máquinas de guerra parecidas a calamares aparentemente capaces de apoderarse del mundo (como se ve en un futuro alternativo en The Invincible Iron Man #500).
Esto llevó a la siguiente historia, "El futuro", en la que el mandarín secuestra a Stark y lo lleva a Mandarin City para desarrollar 10 Titanomechs, que el Mandarín planea usar como cuerpos anfitriones para cada uno de sus 10 anillos, que, según revela, son en realidad recipientes para las almas de 10 seres extraterrestres. En verdad, el Mandarín sirve a estos seres y ha planeado desde el principio "resucitarlos" de esta manera.
Tony forma una alianza con otros que el Mandarín ha encarcelado, incluidos Ezekiel Stane, Torbellino, Blizzard y Láser Viviente. En una rebelión contra el Mandarín, Stark logra alertar a su personal en Stark Resilient para que lo encuentre y logra destruir los Titanomechs. En la batalla que siguió, Stane aparentemente mata al Mandarín, para consternación de Iron Man.

### Anillos del Mandarín
En el relanzamiento de Marvel NOW! de Iron Man por el escritor Kieron Gillen, los anillos del Mandarín lograron escapar de la Bóveda de Armas Omega de S.H.I.E.L.D., el Anillo Mento-Intensificador se quedó atrás para crear la ilusión de que los anillos todavía estaban allí. Más tarde, cada uno de los anillos comenzó a encontrar nuevos anfitriones con el propósito de "salvar la Tierra de Tony Stark", usando lenguaje persuasivo y control mental para inclinarlos hacia su causa contra Iron Man. Cada uno de ellos ha recibido un nombre en clave, desde Mandarín-Uno hasta Mandarín-Diez:
- El Anillo Reorganizador de Materia fue tomado por un señor de la guerra de una pandilla china que se hace llamar Lord Remaker. Dirigió numerosas tríadas que protegían la ciudad de cualquiera que quisiera interferir. Sin embargo, fue despojado de su poder cuando Tony Stark decidió reconstruir la ciudad para convertirla en una utopía futurista. Al obtener el anillo "Remaker", Lord Remaker se convirtió en el Mandarín-Uno.[62]
- Colin Sixty fue parte del clon creado por A.I.M. Fue creado específicamente para ser vendido a Cortex Inc. Como "C. Anderson Sixty", Colin Sixty quedó a cargo de la dirección regional de las operaciones lunares de Cortex Inc. en Quebrada de la tranquilidad. Cuando Tony Stark, el gobernador de Tranquility Gulch, emprendió una búsqueda para expulsar a los principales competidores en la explotación de Phlogistone, reveló a la prensa la verdadera naturaleza de Anderson Sixty para desacreditar a Cortex al haberse aliado con A.I.M. Con su vida arruinada, Colin intentó matar a Stark con un cortador láser; Usando su entrenamiento en artes marciales, Stark se deshizo del arma de Colin y le mutiló la mano en un tanque de nitrógeno líquido. Fue encontrado por el Anillo de Impacto de Mandarin y lo convirtió en Mandarín-Dos.[63]
- Alec Eiffel era un fascista que fue elegido por el Anillo Vortex del Mandarín para ser su anfitrión Mandarín-Tres para ayudarlo y los otros anillos se vengan de Tony Stark.[64]
- Se revela que después de reclamar su reino Svartalfheim, Malekith el Maldito fue abordado por el Anillo del Rayo de Desintegración en busca de un anfitrión, convirtiéndose en Mandarín-Cuatro. Malekith doblegó su voluntad hacia la suya en lugar de dejar que controlara su mente. Ahora ha comenzado una campaña para atacar a todos los demás "Mandarines" y quitarles sus anillos, deseando "el conjunto completo" antes de atacar a Tony Stark. Aunque suele ser un enemigo de Thor y otros seres mágicos, su oposición a Iron Man tiene sus raíces en la tradicional debilidad de los Elfos Oscuros hacia el hierro.[65]
- Victor Kohl es la oveja negra de su familia, donde fue el único miembro de su familia que no pasó por Terrigenesis durante la historia de Inhumanity. Víctor se enfrentó al Anillo de Luz Negra del Mandarín, que lo consideró aceptable para ser su portador. Con su poder y todavía bajo la influencia del alcohol, Víctor atacó el Centro de Natividad Inhumana donde aparentemente mataron a Robert. Iron Man apareció para detenerlo y Víctor tuvo que huir después de que Golden Avenger le lesionara el hombro con un láser. El anillo teletransportó a Víctor a un lugar seguro. Mientras se recuperaba, Víctor sufrió Terrigénesis por su sorpresa. Tan pronto como resurgió, Victor fue encontrado y enfrentado por Medusa. Ella le mostró el resto del cuerpo de su padre, que fue destruido durante el ataque de Víctor en el Centro de la Natividad. También le explicó a Víctor que él no padecía Terrigénesis, no porque no tuviera vínculos sanguíneos con su familia, sino porque el nivel de exposición a la Niebla Terrigena para activar la Terrigénesis en ciertos individuos puede variar. Ella exilió a Víctor de los Inhumanos por sus acciones. Víctor se culpó a sí mismo por lo que hizo, pero el anillo logró que culpara a Tony Stark por no detenerlo cuando estaba borracho. El anillo también sugirió el nuevo apodo de Víctor, el Exiliado. El Exiliado también fue conocido como Mandarín-Cinco.[66]Más tarde él fue asesinado por Arno Stark.[67]
- El Anillo de Luz Blanca se acercó al Hombre Topo para ayudarlo y los otros anillos se vengan de Tony Stark, donde se convirtió en Mandarín-Seis.[64]
- Abigail Burns es una activista inglesa que cree que el mundo necesita ser salvado del capitalismo, la hegemonía corporativa y la impotencia de la democracia, para lo cual entre sus actividades escribió columnas. Una noche, el anillo Fire Blast se acercó a ella y decidió que poseía la voluntad adecuada para convertirse en Mandarín-Siete y que su misión era "salvar al mundo de Tony Stark". Además de ser conocida como Mandarín-Siete, Abigail se hace llamar "Red Peril".[68]
- Marc Kumar era un experto en marketing y relaciones públicas independiente que conoció a Pepper Potts en Las Vegas, durante la ausencia de Tony Stark en el espacio, mientras atendía a un cliente borracho en una fiesta a la que asistía Pepper. Después de salir durante meses, Marc le propuso matrimonio a Pepper en Escocia. A partir de las historias que Pepper le contó sobre Stark, Marc llegó a la conclusión de que la trataba mal y se sintió resentido con Tony. El Anillo Mento-Intensificador se acercó a él para ayudarlo a vengarse de Tony Stark, donde se convirtió en Mandarín-Ocho.[69]
- Un director/compositor/director de Broadway anónimo estuvo anteriormente a cargo de un musical basado en la vida de Iron Man llamado "El Hombre de la Máscara de Hierro", que mostraba a Tony Stark como un pervertido. Bajo las órdenes del propio Stark, el director fue sustituido y este lo tomó mal. El Anillo Electro-Blast se aferró a un artista egoísta de teatro musical que se hacía llamar "El director de iluminación" y operaba como Mandarín-Nueve.[65]
- El supervillano Endotherm fue elegido por el Anillo Ice Blast para convertirse en el Mandarín-Diez y ayudar a vengarse de Tony Stark. Más tarde, Abigail Burns robó su anillo usando un Anillo Maestro.[64]

Sin embargo, después de que Malekith decapitó al Mandarín-Uno y al Mandarín-Nueve, además de cortarle las manos al Mandarín-Seis,los seis Mandarines restantes unieron fuerzas justo a tiempo para atacar a Malekith mientras Iron Man también estaba montando un asalto contra los Elfos Oscuros.Con Malekith derrotado, los Mandarines inicialmente contemplaron continuar trabajando juntos debido a la influencia de Kumar, pero después de que Tony y Arno pudieron usar los cuatro anillos que ya habían recuperado para formar un 'Anillo Maestro' que podría controlar a los demás, como además de convencer a los antiguos Mandarines-Seis para que los ayudaran, la mayoría de los Mandarines restantes fueron derrotados en un asalto final; el único que escapó fue el Hombre Topo, quien concluyó que los anillos habían causado más problemas de lo que valían, ya que estaba contento con el statu quo.
Con los 10 anillos ahora bajo custodia, Iron Man se dio cuenta de que el cadáver recuperado del Grabador 451 del espacio profundo estaba transmitiendo una frecuencia alienígena que había mejorado los anillos para volverlos sensibles.

### Encuentro con Punisher y muerte
El último Mandarín apareció con su alias Tem Borjigen cuando el Barón Zemo lo seleccionó como la cara pública de Bagalia ocupada por HYDRA en su complot compartido con Dario Agger y Compañía de Energía Roxxon para que las Naciones Unidas reconocieran a Bagalia como una nación independiente. Como parte de su venganza contra HYDRA por manipularlo durante la historia de "Secret Empire", Punisher encuentra al Mandarín dando un discurso en las Naciones Unidas y dispara una bala especial. Después de usar sus anillos para frenar la bala mientras intenta desviarla, el Mandarín recibe un golpe en la cabeza y muere con la bala, lo cual es presenciado por el Barón Zemo y todos los que observan su discurso.

## Poderes y habilidades
El Mandarín es un atleta excepcional con gran habilidad en las diferentes artes marciales. A través de la repetida práctica, él ha endurecido todas las superficies llamativas de su cuerpo, específicamente sus manos, las cuales están cubiertas con gruesas callosidades. Él puede incluso dividir la armadura de rayos magnéticos de Iron Man con repetidos golpes. Tan grande es la habilidad del Mandarín en las artes marciales, que incluso puede sobrevivir años sin comida ni agua, aparentemente manteniéndose a sí mismo únicamente a través de su dominio del chi. El grado exacto de los poderes de las artes marciales del Mandarín han sido objeto de múltiples versiones implícitas de Marvel Comics.
Inicialmente, el Mandarín fue retratado como un experto artista marcial sobrehumano, tal que podía destruir la armadura de Iron Man con su mano descubierta.
El Mandarín es uno de los mayores genios científicos de la Tierra en los cómics de Marvel, y un experto en diversas ciencias. No solo se ha convertido en una autoridad experta en la ciencia alienígena Makluan, sino que también se ha basado en este conocimiento, haciendo nuevos descubrimientos basados en esta ciencia.
Las principales armas personales del Mandarín son los 10 Anillos que lleva en los dedos de cada mano. El funcionamiento de los anillos no puede ser explicado por la ciencia contemporánea de la Tierra, pero se sabe que sirve como una fuente de energía casi ilimitada para los motores de la nave espacial Makluan de Axonn-Karr. El Mandarín aprendió cómo invertir los anillos para sus usos personales y hacer que respondan a sus órdenes mentales. A continuación se detallan los dedos en los que lleva cada anillo y las funciones conocidas para las que utiliza cada anillo.
A partir del mandato del escritor Kieron Gillen en Iron Man, se han revelado nuevos nombres para algunos anillos que los anillos, aparentemente sensibles, usan para identificarse entre sí. Capaces de hablar e intercomunicarse mediante telepatía, los anillos demuestran rasgos de personalidad e incluso son capaces de burlarse y humillar al anillo Nightbringer por no encontrar un anfitrión al mismo tiempo que sus compañeros.Más tarde se reveló que la sensibilidad era un encendido temporal causado por el contacto con el Grabador 451.
| Dedo    | Mano izquierda | Mano derecha |
| ------- | --- | --- |
| Meñique | Rayo de Hielo: el rayo emite ondas de frío que pueden ser utilizadas para inmovilizar a un oponente. El anillo por lo general hace que el aire en el camino de su explosión se convierta en hielo, y puede disminuir la temperatura de un objeto a cero grados. La gema tiene la forma de múltiples cápsulas pequeñas cilíndricas, de colores azul y blanco. | Luz Oscura: el anillo puede crear una zona absoluta de oscuridad que parece absorber toda la luz utilizada en su interior. Aunque el término de luz oscura se utiliza para referirse a la radiación ultravioleta, la oscuridad creada por el anillo es probablemente una forma de la Fuerza Oscura utilizada por Cloak, Darkstar y Shroud. La gema tiene la forma de cuatro puntos diminutos de colores azul y negro, organizados en una forma cuadrada en grupos de dos. |
| Anular  | Intensificador Mental: el anillo aumenta la propia energía psiónica del usuario, permitiéndole colocar a una o más personas bajo su control mental y transmitir órdenes a ellos mentalmente. Es utilizada frecuentemente para crear ilusiones. La gema tiene la forma de un cuadrado inclinado. | Rayo de Desintegración: el anillo emite un rayo de energía que destruye todos los enlaces entre átomos y moléculas del objeto que golpea. Este anillo requiere 20 minutos de carga después de su uso. La gema tiene la forma de un cuadrado dorado. |
| Medio   | Rayo Eléctrico: el anillo emite electricidad en cantidades e intensidades mentalmente determinadas por el usuario. Su alcance máximo es desconocido. La gema tiene la forma de una línea verde angulosa. | Rayo Vórtice: el anillo hace que el aire se mueva a alta velocidad en un vórtice. El vórtice puede ser utilizado como un arma de ataque, como un medio para levitar objetos, o como un medio para impulsar al portador del anillo a través del aire. La gema tiene la forma de un simple círculo azul. |
| Índice  | Rayo de Fuego: el anillo emite radiación infrarroja (o calor) a intensidades mentalmente determinadas por el usuario. Generalmente el calor produce llama al calentar las moléculas en el aire ubicado en la trayectoria de la explosión. El rayo de calor puede ser utilizado para desencadenar explosiones químicas. La cantidad máxima de calor que puede generar se desconoce. La gema tiene la forma similar al anillo de hielo, pero con cuatro cápsulas de color rojo. | Rayo de Impacto: este anillo puede proyectar varias formas de energía con una gran fuerza de conmoción. El anillo también ha sido utilizado para proyectar intensas vibraciones sónicas y para crear ondas magnéticas para atraer o repeler objetos. El anillo puede ser capaz de emitir otras formas de energía, y ha sido utilizado para golpear a Iron Man a través de una montaña. La gema tiene la forma de una estrella, de color morado (o rojo). |
| Pulgar  | Luz Blanca: este anillo puede emitir varias formas de energía a lo largo del espectro electromagnético. Ha sido utilizada para crear gravedad suficientemente potente como para hacer que Iron Man se entierre a sí mismo tratando de avanzar hacia adelante. La gema tiene la forma de dos círculos de color blanco, colocados en oro. | Control de la Materia: este anillo puede reorganizar los átomos y moléculas de una sustancia, o acelerar o ralentizar su movimiento, con el fin de producir diferentes efectos. El anillo ha sido utilizado para condensar el vapor de agua en el aire en agua líquida, para solidificar los gases, para crear un letal gas venenoso del aire, para convertir a un grupo de hombres en piedra, convertir a un hombre en un escarabajo, y para convertir una montaña en un monstruo de roca. El anillo no puede transmutar elementos o reorganizar los átomos y moléculas de la armadura magnética de Iron Man. La gema tiene la forma de un pequeño círculo color púrpura. |

A lo largo de los años, a través de la disciplina mental lograda a través de la meditación y una larga práctica en el uso de los anillos, el Mandarín ha establecido un fuerte vínculo psiónico con sus 10 anillos, que se hizo muchas veces más fuerte durante el período en el que su mente/espíritu realmente los habitaba. Un resultado es que nadie que use los anillos, excepto el propio mandarín, puede controlarlos sin su permiso. El Mandarín ahora puede controlar los anillos incluso cuando están separados de él por grandes distancias. Puede controlar mentalmente los acontecimientos que tienen lugar cerca de un anillo que ha sido separado de él. La exposición continua a los anillos alienígenas hizo que sus manos se pusieran verdes y escamosas. Puede ceder voluntariamente el control temporal de un anillo a sus sirvientes. Si el sirviente muere o queda inconsciente, el anillo se teletransporta de regreso al Mandarín. Por el contrario, si el propio Mandarín queda fuera de combate, todos los anillos regresan automáticamente a él. En una ocasión, esto dejó a los sirvientes del Mandarín impotentes para evitar que algunos de los empleados de Tony Stark que el Mandarín había secuestrado escaparan.
El Mandarín también ha utilizado un generador de campo de fuerza, pero esto no forma parte de su armamento estándar.
También ha usado una diadema que le permite transferir su mente a sus anillos o al cuerpo de otra persona y un dispositivo de teletransportación oculto en su persona, ambos ejemplos de tecnología Makluan.
El Mandarín es un estratega brillante y brutal y un estratega talentoso. También se rige por un código de honor muy estricto. Cuando intentó impedir que Stark Enterprises se estableciera en Hong Kong, el Mandarín desafió a Iron Man a un duelo, afirmando que si ganaba, tomaría el control de las operaciones de Stark Enterprises en Hong Kong y que dejaría de obstaculizar las actividades de Stark si él perdió. Cuando Iron Man lo derrotó en un combate justo, cumplió su parte del acuerdo. En otra ocasión, mató a uno de sus secuaces por intentar drogarlo durante una sesión de práctica, enojado porque uno de sus alumnos usaría tácticas tan deshonrosas.

## Otras versiones

### Spider-Ham
En el universo Spider-Ham, hay una versión del Mandarín que es un lémur de cola anillada llamado Mandaringtail.

### Heroes Reborn
En la realidad de Heroes Reborn, creada por Franklin Richards, existe una versión del Mandarín, pero se revela que es un robot creado por el Doctor Doom como un títere para controlar a HYDRA.

### Marvel Mangaverso
En Marvel Mangaverso, el Mandarín era enemigo de Iron Man y Iron Girl. El Mandarín es asesinado por la Mano, quien le roba los anillos y le corta las manos.

### House of M
En la realidad de House of M, el Mandarín era un señor de la guerra chino muerto hace mucho tiempo, famoso por sus anillos sobrenaturales. Los anillos (aún unidos a las manos momificadas del Mandarín) aparentemente fueron descubiertos por Shang-Chi y su pandilla, pero se reveló que se trataba de una trampa tendida por Kingpin.

### Ultimate Marvel
En el Universo Ultimate Marvel, el Mandarín aparece en un flashback en Ultimate Avengers vs. New Ultimates, con Tony Stark en un prototipo de armadura anterior atacando al Mandarín que mantiene cautivo a James Rhodes.En realidad, esto no está en continuidad con el Universo Ultimate, ya que se trata de una serie animada de Iron Man que Nick Fury está viendo; El Mandarín es un personaje ficticio inventado para la caricatura de autopromoción.
Aunque la encarnación inicial en realidad no existe, aparece una versión del mandarín en Ultimate Comics: Iron Man como una organización en lugar de un supervillano solitario.Mandarin International es una empresa que ayudó a Howard Stark a convertir a Stark International en una empresa exitosa.Años más tarde, recuperan lo que era "suyo": Tony Stark y su legado. Stark los localizó en Hong Kong y entró en conflicto con sus "cuidadores" Taku y Jane, que le robaron el ADN a Stark y el acceso a sus satélites de defensa. Con la ayuda de Máquina de Guerra y S.H.I.E.L.D., fueron detenidos y sus instalaciones destruidas, aunque envió un mensaje al cuidador Li de parte de un individuo desconocido.

### Secret Wars(2015)
En Secret Wars, el Mandarín es el despiadado emperador de la región K'un-Lun de Battleworld, inspirada en los wuxia. Aquí se le llama Zheng Zu, Maestro de los Diez Anillos, una escuela de artes marciales que utiliza poderes y técnicas místicas basadas en los poderes de sus 10 anillos de la continuidad principal. Al igual que su tocayo, es el padre de Shang-Chi, buscado por el asesinato de Lord Tuan, el maestro de la escuela Iron Fist, principal rival de la escuela de los Diez Anillos. Más tarde se revela que Zu envió a su asesina, Red Sai de la escuela Mano Roja, para asesinar a Tuan, pero ella finalmente fracasó. Para salvar a su amante y sus alumnos de la ira del Emperador, Shang-Chi mató a Tuan; Zu hizo implicar a su hijo y exiliarlo por el asesinato para cubrir su propia participación. En representación de los Diez Anillos, el Emperador Zu organiza un torneo que se celebra cada 13 años para decidir quién debería ser el próximo gobernante de K'un-Lun, cargo que ha ocupado durante 100 años. Cuando Shang-Chi regresa de su exilio para representar a su propia escuela, la Casta Más Baja, Zu le permite participar, pero altera las reglas para que Shang-Chi tenga que derrotar a todos los representantes antes de enfrentarse a él en las Trece Cámaras. Durante su pelea, Zu intenta matar a su hijo con la técnica Spectral Touch, solo para que el movimiento lo atraviese debido a que Shang-Chi aprendió a volverse intangible. Shang-Chi procede a utilizar nueve de las 10 técnicas contra su padre y finalmente lo derrota con el Ojo de Gorgon, que lo convierte en piedra. Con la derrota de Zu, Shang-Chi se convierte en el nuevo emperador de K'un-Lun.

## En otros medios

### Televisión
- El Mandarín es un enemigo de Iron Man en The Marvel Super Heroes, con la voz de Bernard Cowan.
- En la serie animada Iron Man, cuenta con la voz de Ed Gilbert en la primera temporada, y con la de Robert Ito en la segunda. Originalmente, era un arqueólogo llamado Arnold Brock que se topó con una nave espacial alienígena enterrada (de mundos distantes) protegida por sombríos guerreros de arcilla. Pronto encuentra un cristal gigante con un poder inconmensurable que es la fuente de energía del barco. Al tocarlo, se ve alterado por el poder de la joya y debajo de él había diez gemas que colocó en los anillos de su esposa asesinada, y le permitió usar los poderes de las gemas. En la temporada 2, pierde todos sus anillos y viaja alrededor de la tierra para encontrarlos. Al final recupera sus anillos y usa el Corazón de la Oscuridad para robarle al mundo de la tecnología. Iron Man lo derrota volcando su propia energía contra él (lo que resulta en la pérdida de los anillos en su mano derecha) y lo derrota en su nueva exoarmadura, dándole amnesia. Algunos bandidos del desierto vienen y se preparan para robarle sus anillos.
- Gene Khan, también llamado Temugin, aparece como el Mandarín en Iron Man: Armored Adventures, con la voz de Vincent Tong en la primera y segunda temporada. Su padrastro criminal Xin Zhang (también expresado por Vincent Tong) afirma ser el "verdadero Mandarín" hasta que es encarcelado por su hijastro muy temprano en la serie y aparentemente eliminado al final de la primera temporada. En esta encarnación, se revela que Gene es parte de Makluan debido a modificaciones genéticas transmitidas por su antecesor, lo que le permite manejar los anillos de poder. Si bien es un enemigo de Iron Man, generalmente se lo representa como un antihéroe equivocado que tiene intenciones nobles pero las ejecuta de forma incorrecta. Gene y Zhang son capaces de usar los anillos para crear un traje de armadura futurista-samurái que usan para asumir la identidad del Mandarín. Gene obtiene los diez anillos, pero su ansia de poder ha provocado la consecuencia de que la raza Makluan invada la Tierra para reclamar los anillos al final de la serie. Después de que la invasión de Makluan es repelida, Gene decide convertirse en un protector de la Tierra.

### Cine

#### Animación
- El Mandarín aparece en la película animada directa a video The Invincible Iron Man, con la voz de Fred Tatasciore. Esta versión es un antiguo gobernante de una viciosa dinastía china que usaba algunos medios sobrenaturales (a través de servidores de cada elemento: Aire, Fuego, Agua y Tierra) y tiene dos Guardianes: el dragón Fin Fang Foom y el Dragón de hielo, Zhen Ji Xang. Otra diferencia entre esta iteración es que tiene cinco anillos (en lugar de diez) que quedaron atrás en todo el mundo para que el mandarín se levante y gobierne la Tierra en caso de que todos los anillos se vuelvan a unir. Solo aparece brevemente como una proyección espiritual en el clímax de la película a través de su descendiente Li-Mei (expresada por Gwendoline Yeo), pero finalmente es derrotada por Tony Stark.
- Victor Kohl / Exile aparece en Marvel Rising, con la voz de Booboo Stewart.[80]
  - Exile aparece en Marvel Rising: Secret Warriors. Exile es representado como un Inhumano que trabaja para Hala la Acusadora para vengarse de los humanos por su prejuicio contra los Inhumanos. Exile secuestra a los jóvenes inhumanos para que los Kree puedan convertirlos en guerreros. El exilio persigue a uno de estos jóvenes Inhumanos, Dante Pertuz, desde su casa en Illinois hasta la ciudad de Nueva York, donde se encuentra con Ms. Marvel y Chica Ardilla, a quien él salva de uno de los ataques de Dante dirigidos a él. Exile huye de los agentes de S.H.I.E.L.D., Daisy Johnson y Patriota. Más tarde, Exile rastrea a Dante una vez más y lo persigue después de que Dante le robe la motocicleta a América Chávez. Cuando Dante accidentalmente causa una gran explosión, Exile una vez más huye de la escena. Exile se encuentra con Ms. Marvel en una azotea y Exile, que se ha interesado en ella, y revela su lealtad a Hala y sus verdaderos planes. Exile y Ms. Marvel luchan, y Exile la derrota con éxito y la lleva a bordo de la nave Kree. Exile persigue más tarde después de una escapada de Ms. Marvel, Lockjaw, y Dante después de que liberen a los Inhumanos atrapados. Exile es derrotado por Ms. Marvel, lo que lleva a Hala a despedirlo por ser débil. Enfurecido, Exile usa sus poderes para transformarse en un gran minotauro como un monstruo, a pesar de los intentos de Ms. Marvel por disuadirlo. Exile es luego derrotado por las fuerzas combinadas de Dante, Ms. Marvel, Capitana Marvel, Patriota, Daisy Johnson y Chica Ardilla. Volviendo a su forma normal, Exile se escapa.
  - Exile aparece en Marvel Rising: Chasing Ghosts. Él planea continuar lo que Hala la Acusadora ha comenzado. Para hacer esto, Exile se une a una Inhumana llamada Sheath que fue responsable de la muerte de un Inhumano llamado Kevin, lo que llevó a George Stacy inculpar a Ghost Spider. Esto lleva a una batalla entre Exile y Sheath contra Ghost Spider y los Guerreros Secretos a pesar de la presencia de George Stacy y los oficiales de policía. Después de que ambos fueron derrotados, Exile y Sheath son arrestados por la policía mientras Daisy Johnson respalda la prueba de que Sheath mató a Kevin.

#### Universo cinematográfico de Marvel
- El Mandarín se hace referencia en la película de 2008 Iron Man a través del nombre de un grupo terrorista conocido como Los Diez Anillos,[81] que se ven de nuevo brevemente en la película de 2010 Iron Man 2 y la película de 2015 Ant-Man.[82][83] El guionista Alfred Gough dijo en 2007 que en un proyecto cinematográfico de Iron Man mientras trabajaba para New Line Cinema usaba el Mandarín, concibiéndolo como un terrorista indonesio que se hizo pasar por un rico playboy al que Tony Stark conocía.[84]
- Ben Kingsley aparece en el material promocional como el Mandarín en la película del 2013 Iron Man 3.[85] Se da a entender que el terrorista conocido como "El Mandarín" es el líder público de la organización terrorista los Diez Anillos que aparece en Iron Man y Iron Man 2.[86][87] Más tarde se reveló que el personaje terrorista de "El Mandarín" es un personaje ficticio inventado por el científico Aldrich Killian (Guy Pearce) para ocultar sus actividades ilegales, mientras que la imagen idealizada es realmente un actor británico llamado Trevor Slattery. El director Shane Black especificó que Killian es la versión del Universo Cinematográfico de Marvel del Mandarín, manifestado por los tatuajes de dragón en el pecho de Killian, mientras que la imagen idealizada de la persona terrorista de Slattery actuó como apoderado de Killian. En el clímax de la película, Killian se revela como el verdadero alter ego del Mandarín y que conspiró con el vicepresidente Rodríguez para eliminar al Presidente, por lo que Rodríguez podría convertirse en el nuevo presidente bajo las órdenes de Killian.[88] Después de que Pepper Potts matara a Killian, Slattery y el vicepresidente son posteriormente detenidos. Sin embargo, en un corto que viene incluido en la edición de DVD de la segunda película de Thor, se sugiere que el Mandarín es una tercera persona, la cual está buscando venganza por la usurpación de su nombre y de su organización, Los 10 Anillos.
- El "verdadero" Mandarín apareció como villano principal en la película de Shang-Chi y la leyenda de los Diez Anillos (2021) interpretado por el actor veterano Tony Leung.[89][90] Esta versión se llama Wenwu y es el padre de Shang-Chi.[91] Wenwu se estableció como un poderoso señor de la guerra que conquistó reinos durante milenios, y el poder de los 10 anillos lo convirtió en inmortal. Hoy, Wenwu continuó buscando el poder, encontrando la antigua ciudad de Ta Lo, hasta que se enamoró y se casó con la guardiana de Ta Lo, Ying Li, y se convirtió en el padre de Shang-Chi y Xialing. A pesar de renunciar a la violencia para criar a su familia, Wenwu finalmente le reclamó los anillos cuando Ying Li fue asesinada a manos de la Banda de Hierro y entrenó a Shang-Chi para que fuera un asesino para vengar el asesinato de su esposa. Sin embargo, los dos hijos de Wenwu temerían a su padre y finalmente lo abandonarían. Eventualmente, Wenwu comenzaría a escuchar la voz de su difunta esposa, instándolo a liberarla de su encarcelamiento en Ta Lo. Wenwu buscó ayuda a sus hijos, solo para que Shang-Chi y Xialing rechazaran su solicitud, poniéndose del lado de Ying Nan para detener a su ejército. A través de sus intentos de rescatar a su esposa, Wenwu desató involuntariamente al Morador de la Oscuridad. En sus momentos finales, Wenwu le pasó los Diez Anillos a Shang-Chi, antes de que el Morador drenara su alma y lo matara.
- Variantes alternativas de la línea de tiempo de Wenwu aparecen en la serie animada de Disney+ What If...?, con la voz de Feodor Chin.[92]

### Videojuegos
- El Mandarín aparece en el arcade Captain America and The Avengers como jefe.
- El Mandarín aparece en Marvel: Ultimate Alliance como un jefe, con la voz de James Sie.
- El Mandarín aparece en Marvel Pinball.
- El Mandarín aparece como jefe en Marvel: Avengers Alliance.
- El Mandarín aparece como un jefe en Marvel Heroes, nuevamente con la voz de Fred Tatasciore.
- El Mandarín aparece en Lego Marvel Super Heroes como un enemigo y un personaje jugable.[93]con la voz de John DiMaggio. Él y Aldrich Killian lideran a los soldados de Extremis para tomar la Torre Stark. Después de que Killian es derrotado, el Mandarín secuestra la armadura Hulkbuster de Iron Man para luchar contra Iron Man y el Capitán América, pero es derrotado y arrestado por S.H.I.E.L.D..
- El Mandarín aparece como un personaje jugable desbloqueable en Lego Marvel Vengadores.
- El Mandarín aparece como un personaje jugable desbloqueable en Marvel Avengers Academy.
- Wenwu aparece como un personaje jugable desbloqueable en Marvel Future Fight.[94]
- Wenwu aparece como un personaje jugable desbloqueable en Marvel Super War,[95]con la voz de Aleks Le.[96]